# Cesarina Gheraldi
Cesarina Gheraldi (Milano, 19 novembre 1915 – Roma, 20 gennaio 1986) è stata un'attrice italiana.

## Biografia
Inizia a calcare il palcoscenico in una filodrammatica, per debuttare, poco più che adolescente, nella Compagnia di Lamberto Picasso, successivamente passa al Teatro degli Arcimboldi.
All'inizio degli anni trenta entra nella Compagnia di Antonio Gandusio, per recitare come giovane attrice con Ruggero Ruggeri, torna con Gandusio alla fine degli anni trenta; nel dopoguerra è prima donna, ancora con Gandusio.
Nel 1950, forma la sua prima compagnia con Memo Benassi, per passare sempre come prima attrice al Teatro dei Satiri di Roma, dando sempre grandi prove di recitazione.
Alla metà degli anni 50, realizza un progetto che aveva in mente da tempo, quello di una compagnia per spettacoli gialli e trova nell'attore Leonardo Severini il suo socio nella lunga serie di rappresentazioni, che dureranno oltre cinque anni.

## Il cinema
Il debutto nel cinema è datato 1932, con la regia di Enrico Guazzoni, nel film Il dono del mattino, lavorerà sino alla fine degli anni settanta in circa 25 pellicole, negli anni 50 partecipa ad una lunga serie di drammi tipici dell'epoca.
Nel 1960 è Zia Giuseppina nel Il bell'Antonio tratto dal lavoro di Vitaliano Brancati, con la regia di Mauro Bolognini; nel 1963 è nel cast internazionale del colossal 55 giorni a Pechino di Nicholas Ray, girato in Spagna.
Lavora anche parecchio nel campo nel doppiaggio, soprattutto nelle file delle compagnie CID e SAS; tra l'altro, è la voce di Katina Paxinou in Rocco e i suoi fratelli.

## La radio e televisione
Molto presente nella prosa radiofonica prima nell'EIAR poi nella RAI, sia nelle commedie che nei radiodrammi e in quella televisiva sin dall'inizio delle trasmissioni nel 1954, importante la sua partecipazione allo sceneggiato Canne al vento per la regia di Mario Landi e ne I miserabili diretto da Sandro Bolchi, agli inizi degli Anni Ottanta interpreta il ruolo di un'equivoca proprietaria d'albergo nello sceneggiato Rai di genere giallo Inverno al mare.

## Prosa radiofonica

### EIAR
- Liliom , di Ferenc Molnár, regia di Alberto Casella, trasmessa il 13 gennaio 1938
- Gli innamorati, di Carlo Goldoni, regia Alberto Casella, trasmessa il 28 gennaio 1938

### RAI
- Tu , di Alfio Berretta, regia di Claudio Fino, trasmessa il 17 giugno 1950
- Via senza uscita, radiodramma di Paolo Levi, regia di Guglielmo Morandi, trasmessa il 4 agosto 1951

## Prosa teatrale
- Luciano 1930 , di Leonida Repaci, regia di Grossi Carini, prima al Teatro Arcimboldi il 30 dicembre 1930
- Paggio Fernando, di Mura, regia di Gero Zambuto, prima l'11 aprile 1931
- Scampolo, di Dario Niccodemi, prima al Teatro Quirino il 15 dicembre 1944
- La vedova scaltra, di Carlo Goldoni, regia di Giorgio Strehler, prima al Teatro la Fenice di Venezia il 7 ottobre 1953
- Ippolito, di Euripide, regia di Sandro Bolchi, Teatro Olimpico di Vicenza, 3 settembre 1965.
- Medea, regia di Giancarlo Menotti, prima al Teatro Quirino di Roma il 24 dicembre 1966
- Le vocazioni sbagliate, di Carlo Terron, regia di Costantino De Luca, con Elsa Merlini, Tonino Micheluzzi, Quinto Rolma, Giuseppe Zandonà, Toni Andreetta, Padova il 13 ottobre 1972

## Prosa televisiva RAI
- Il delitto di Lord Arturo Saville di Oscar Wilde, regia di Claudio Fino, trasmessa il 7 marzo 1955.
- Canne al vento di Grazia Deledda, regia di Mario Landi, trasmessa nel novembre 1958.
- Via della chiesa di Lennox Robinson, regia di Daniele D'Anza, trasmessa il 3 luglio 1959.
- La pazza di Chaillot di Jean Giraudoux, regia di Sandro Bolchi, trasmessa il 2 giugno 1961.
- I miserabili di Victor Hugo, regia di Sandro Bolchi, trasmesso nell'aprile/maggio 1964.
- Al calar del sipario, 1965.
- I promessi sposi, regia di Sandro Bolchi, trasmesso nel gennaio/febbraio 1967.
- Tutto Totò, episodio televisivo Don Giovannino, regia dì Daniele D'Anza, trasmesso dal programma nazionale il 18 maggio 1967
- Sherlock Holmes - La valle della paura, regia di Guglielmo Morandi, miniserie TV, trasmessa dal 25 ottobre all'8 novembre (1968)
- Il sorriso della Gioconda di Aldous Huxley, regia di Enrico Colosimo, Rai 2 1969
- Epitaffio per George Dillon, regia di Fulvio Tolusso, trasmessa sul Secondo programma il 7 maggio 1971
- I vecchi e i giovani, regia di Marco Leto, 1979.

## Filmografia
- Il dono del mattino, regia di Enrico Guazzoni (1932)
- L'anonima Roylott, regia di Raffaello Matarazzo (1936)
- Cose dell'altro mondo, regia di Nunzio Malasomma (1939)
- Noi vivi, regia di Goffredo Alessandrini (1942)
- Addio Kira!, regia di Goffredo Alessandrini (1942)
- Stasera niente di nuovo, regia di Mario Mattoli (1942)
- Il paese senza pace, regia di Leo Menardi (1943)
- Marinai senza stelle, regia di Francesco De Robertis (1943)
- Il viaggio del signor Perrichon, regia di Paolo Moffa (1943)
- Vietato ai minorenni, regia di Mario Massa, Domenico Gambino (1944)
- Lacrime di sangue, regie di Guido Brignone (1944)
- Persiane chiuse, regia di Luigi Comencini (1950)
- Processo contro ignoti, regia di Guido Brignone (1952)
- L'ultimo amante, regia di Mario Mattoli (1955)
- Malafemmena, regia di Armando Fizzarotti (1957)
- Il bell'Antonio, regia di Mauro Bolognini (1960)
- I piaceri del sabato notte, regia di Daniele D'Anza (1960)
- 55 giorni a Pechino (55 Days at Peking), regia di Nicholas Ray (1963)
- La ragazza in prestito, regia di Alfredo Giannetti (1964)
- Bianco, rosso, giallo, rosa, regia di Massimo Mida (1964)
- Al piacere di rivederla, regia di Marco Leto (1976)
- La vergine, il toro e il capricorno, regia di Luciano Martino (1977)

## Doppiaggio

### Cinema
- Ruth Gordon in Fai come ti pare, Filo da torcere
- Bette Davis in Il capro espiatorio
- Katina Paxinou in Rocco e i suoi fratelli
- Ilona Massey in Frankenstein contro l'uomo lupo
- Flora Robson in 55 giorni a Pechino
- Nora Swinburne in Anna dei mille giorni
- Kay Medford in Una nave tutta matta
- Lillian Gish in Un matrimonio
- Doris Duranti in I falsari
- Lila Kedrova in Maigret a Pigalle
- Didi Perego in Tutti a casa, La parmigiana
- Donatella Della Nora in Frenesia dell'estate
- Nanda Primavera in I complessi
- Gina Rovere in L'assassino si chiama Pompeo
- Fran Ryan in Un mercoledì da leoni
- Marie Marquet in Il Casanova di Federico Fellini
- Maria Mizar in Il grande silenzio
- Anita Ciarli in La banda degli onesti
- Kay Walsh in Giungla di bellezze
- Maidel Turner nel ridoppiaggio televisivo de Lo stato dell'Unione (non più in uso)
- Luise Closser Hale in Pranzo alle otto (ridoppiaggio 1951)

### Televisione
- Mabel Albertson in Vita da strega (s.1-4, 7)
- Elizabeth Burelle in Una vita da vivere